# Jakob Stotz
Jakob Stotz (* 28. Dezember 1899 in Mössingen; † 1975 ebenda) war ein deutscher Handwerker, KPD-Mitglied und Anführer des Mössinger Generalstreiks.

## Leben
Stotz‘ Vater war  Metzger und für die DDP Mitglied im Mössinger Gemeinderat. Jakob Stotz hatte Glaser gelernt und sich mit einem eigenen Betrieb selbstständig gemacht. 1920 trat er in die KPD ein, ab Ende der 1920er Jahre leitete er die Mössinger KPD-Ortsgruppe. Stotz war führend am Mössinger Generalstreik am 31. Januar 1933 beteiligt, der gegen die Machtübernahme der NSDAP am Tage zuvor protestierte. Am Tag nach dem Generalstreik stellte er sich der Polizei, wurde in Rottenburg in Untersuchungshaft genommen und am 25. Oktober 1933 in Stuttgart zu zweieinhalb Jahren Haft verurteilt. Stotz kam nach zwei Jahren wieder frei, kehrte nach Mössingen zurück und nahm seine handwerkliche Tätigkeit wieder auf.
Nach dem Einmarsch französischer Truppen in Mössingen im Zuge der Befreiung vom Nationalsozialismus wurde Stotz an die Spitze des sogenannten „Beratenden Ausschusses“ berufen und wurde 1945 für einige Monate kommissarischer Bürgermeister. Bis 1955 saß Stotz noch verschiedene Male im Gemeinderat. In den 1950er Jahren wurden die Teilnehmer des Mössinger Generalstreiks rehabilitiert, Stotz wurde 1974 vom Mössinger Gemeinderat die Bürgermedaille verliehen. Zum zehnten Todestag wurde in Mössingen ein Platz nach Jakob Stotz benannt.